# Tanz mit dem Schafsmann
Tanz mit dem Schafsmann (jap. ダンス･ダンス･ダンス Dansu Dansu Dansu [= Dance Dance Dance]) ist ein Roman von Haruki Murakami. Er erschien erstmals 1988 auf Japanisch, 2002 in deutscher Übersetzung von Sabine Mangold im DuMont Buchverlag.

## Inhalt
Der Roman Tanz mit dem Schafsmann ist die Fortsetzung zu Wilde Schafsjagd und setzt chronologisch vier Jahre nach dem Ende des ersten Romans ein. Den Ich-Erzähler lässt seine Reise nach Hokkaido im Jahre 1978 nicht los und er beschließt nochmals nach Sapporo zu fahren, um wieder im Hotel Delfin zu übernachten. Als er dort ankommt, muss er allerdings feststellen, dass das einst schäbige Hotel nun einem eleganten Neubau gewichen ist, der nun Hotel Dolphin heißt. Während seines Aufenthalts lässt der Erzähler die damaligen Ereignisse noch einmal Revue passieren und trifft erneut auf den merkwürdigen Schafsmann aus dem ersten Teil der Erzählung, der ihm den Rat gibt zu tanzen, wenn die Musik spielt, und nicht damit aufzuhören - mit dem Ziel Verbindungen herzustellen. Der Erzähler verguckt sich im Rahmen seines Aufenthalts in die Rezeptionistin Yumiyoshi. Er verbringt, wenn möglich Zeit mit ihr, langweilt sich aber ansonsten in Sapporo und schaut daher im Kino mehrmals einen Film an, in dem sein ehemaliger Schulkamerad Gotanda mitspielt. Dabei fällt ihm auf, dass seine frühere Geliebte Kiki, deretwegen er die Reise nach Hokkaido angetreten hat, einen kurzen Auftritt in dem Film hat. 
Nachdem er nach Tokio zurückgekehrt ist, verbringt der Erzähler seine Freizeit damit, Yuki, die dreizehnjährige Tochter eines reichen Schriftstellers, die er im Dolphin kennenlernte, in seinem Subaru durch die Gegend zu kutschieren. Dabei übernimmt der Erzähler die Rolle eines Mentors. Yuki erklärt ihm, dass sie über eine Art Hellsicht verfügt und weiß von seinem Treffen mit dem Schafsmann.
In Tokio nimmt der Erzähler außerdem Kontakt mit Gotanda auf, um von ihm mehr über Kiki zu erfahren, doch der weiß auch nicht viel von ihr. Das Callgirl May, welches bei Gotanda lebt, verrät ihm, dass sie einmal eine homosexuelle Beziehung mit Kiki gehabt habe. Kurze Zeit später wird May jedoch ermordet und der Erzähler gerät unter Mordverdacht, da er ihr eine Visitenkarte von sich gegeben hatte. Um Gotanda zu schützen, verrät er in einem anstrengenden Verhör nichts über seinen Kontakt zu May.
Von Yukis Vater werden der Erzähler und Yuki nun eingeladen, nach Hawaii zu ihrer Mutter Ame zu reisen. Der Aufenthalt ist aufgrund der schwierigen Persönlichkeit der Mutter nicht einfach. In Honolulu glaubt der Erzähler überraschend Kiki zu sehen, folgt ihr und findet sich in einem merkwürdigen Raum voller Skelette wieder, darunter eines mit nur einem Arm. Kurz darauf stirbt Dick North, der einarmige Liebhaber von Ame.
Zurück in Tokyo tauscht der Erzähler mit Gotanda das Auto. In seinem Maserati fühlt sich Yuki furchtbar. Als sie später Gotanda im Kino sieht, ist sie sicher, dass Gotanda Kiki ermordet hat. Der Erzähler beschließt, Gotanda damit zu konfrontieren und er räumt ein, dass es möglich sei, er es aber nicht genau wissen. Noch in derselben Nacht begeht Gotanda Selbstmord. 
Der Erzähler hat nun das Gefühl in der Wirklichkeit angekommen zu sein und identifiziert 5 der 6 Skelette mit den Todesfällen aus seiner Umgebung (sein Freund Ratte, Kiki, May, Dick North, Gotanda) und fragt sich, wer das sechste Skelett sein mag. Er hat Sorge, dass es sich um Yumiyoshi handeln könnte und eilt zurück nach Sapporo, wo er endlich mit ihr schläft, ein letztes Mal die Behausung des Schafsmanns besucht und dann wirklich in der Realität ankommt.

## Trivia
Der Vater von Yuki ist der berühmte Schriftsteller Hiraku Makimura, ein Anagramm von "Haruki Murakami". 

## Kritik
„Ungeheuer spannend ist der „Tanz mit dem Schafsmann“: Kriminalstory, phantastische Literatur und Entwicklungsroman in einem.“